# Croisy-sur-Eure

Croisy-sur-Eure este o comună în departamentul Eure, Franța. În 1 ianuarie 2022 avea o populație de 225 de locuitori.